# غواصات من فئة شيانج الصينية
الغواصات من النوع شيانج 093 ( Chinese ؛ التسمية الصينية: 09- III ؛ لقب تعريف الناتو : Shang class ) هي فئة من الجيل الثاني من الغواصات الهجومية التي تعمل بالطاقة النووية والتي تنشرها قوة الغواصات البحرية التابعة لجيش التحرير الشعبي الصيني. النوع 093G المحسن (الذي تم الإبلاغ عنه كنوع 093A بواسطة المحللين الغربيين  ) أطول من النوع 093. تم التأكيد الآن على أن 093G لديها نظام إطلاق عمودي (VLS) لصواريخ YJ-18 الأسرع من الصوت المضادة للسفن .
تم بناؤها في حوض بوهاي لبناء السفن في هولوداو . من المتوقع أن تحل هذه القوارب محل الغواصات من النوع 091 الأقدم.

## مميزات
يُقدر أن النوع 093 يبلغ إزاحة 7000 طن تقريبًا عند الغمر ، 110 متر (360 قدم 11 بوصة) لفترة طويلة مع شعاع من 11 متر (36 قدم 1 بوصة) . تشير الصور التجارية إلى أن النوع 093G أطول. يشتمل جناح السونار على سونار H / SQC-207 مثبت على الجناح.
المحرك عبارة عن مفاعلين للمياه المضغوطة . في عام 2002 ، قالت مصادر صينية إن النوع 093 كان يعمل بواسطة مفاعل بالغاز عالي الحرارة .
النوع 093 مزود بستة أنابيب طوربيد . بقطر 553 مليمتر (21.8 بوصة) أو 650 مليمتر (26 بوصة) . يُقال إن النوع 093 مسلح بصواريخ YJ-12 أو YJ-82 المضادة للسفن . ا.
تقول مصادر صينية إن طراز 093G يتضمن نظام إطلاق عمودي لصواريخ YJ-18 المضادة للسفن ، وهيكل أطول على شكل دمعة مع «مقطع عرضي على شكل جناح» لتحسين السرعة والتخفي. قال الأدميرال يين تشو إن الطراز 093G قد يحمل 12 نوعًا مضادًا للسفن من صاروخ كروز CJ-10 .

### الضوضاء
في عام 2002 ، قالت مصادر صينية إن مستوى الضوضاء في طراز 093 كان على قدم المساواة مع الغواصات المحسنة من فئة لوس أنجلوس . في عام 2004 ، قالت مصادر صينية إن النوع 093 كان على قدم المساواة مع غواصة أكولا ، عند 110 ديسيبل .
تقول وسائل الإعلام الصينية إن النوع 093G أكثر هدوءًا من النوع الأقصر 093 بسبب تغيير شكل الهيكل.